# Camp del Collet
El Camp del Collet és un antic camp de conreu modernament convertit en planter del terme municipal de Monistrol de Calders, al Moianès.
Està situat a prop i al nord-est del poble de Monistrol de Calders, a l'esquerra de la Golarda, entre aquesta riera i la Carretera de la Coma.
A les dècades dels seixanta i setanta del segle xx fou convertit en planter d'una empresa de jardineria que s'instal·là en aquest poble. Roman abandonat des de poc després, però manté el seu aspecte exòtic.